# Julianova akademie

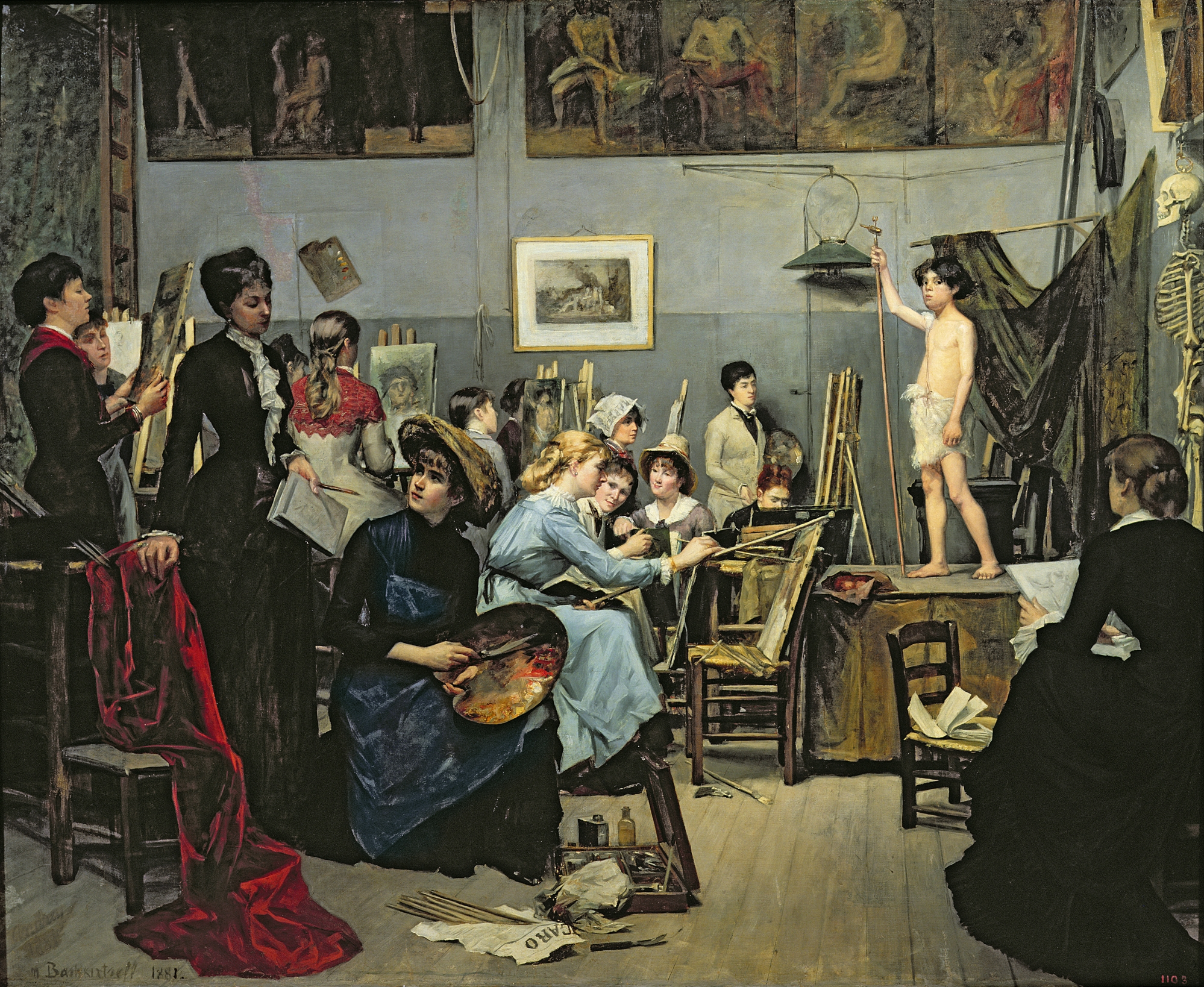
Marija Baškircevová: Ateliér Julianovy akademie

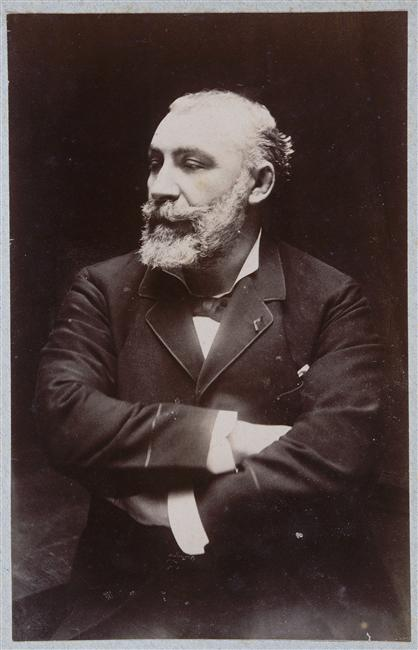
Rodolphe Julian (1839–1907), zakladatel školy

Julianova akademie (francouzsky Académie Julian) byla soukromá umělecká škola pro malíře a sochaře, kterou v roce 1867 založil v Paříži francouzský malíř a grafik Rodolphe Julian (1839–1907) coby alternativu státem podporované Národní školy krásných umění, École des Beaux-Arts. Škola fungovala v letech 1868–1968. Je známa do dnešních dní díky množství a kvalitě umělců, kteří ji v době uměleckého vření na přelomu 19. a 20. století navštěvovali. Akademie sídlila v pasáži des Panoramas poblíž bulváru Montmartre. Díky svým nízkým školním poplatkům (což bylo pro mnohé adepty umění významné), vyučujícím na vysoké úrovni a nekonvenčnímu přístupu, který umožňoval studentkám malovat akty podle mužských modelů, byla škola oblíbená jak mezi studenty ze zahraničí, tak mezi mladými avantgardními francouzskými umělci.
Akademie na jedné straně připravovala studenty ke zkouškám na prestižní Národní školu krásných umění, na druhé pak nabízela nezávislé alternativní vzdělání a průpravu v oblasti výtvarného umění.
„Julianova akademie založená v době, kdy výtvarné umění čekala celá řada klíčových změn, poskytla vzdělání malířům a sochařům rozličného zaměření a uměleckého přesvědčení, přičemž se je nikdy nepokoušela jakkoli omezovat a nutit je k cestě tím jediným ,správným‘ směrem." Vřele zde byli vítáni také žadatelé ze zahraničí, jimž přijetí na Národní školu krásných umění znemožnila drakonická zkouška z francouzštiny. Muži a ženy měli sice oddělené učebny a ateliéry, avšak ženám se dostalo stejné výuky jako mužům, včetně malování podle nahých modelů.

„Předávání informací tu probíhalo v kolegiální a tolerantní atmosféře vzájemné podpory. Akademie vychovala některé z nejlepších umělců své doby.“

Akademie se stala vyhledávanou školou francouzských i zahraničních studentů z různých sociálních vrstev doslova z celého světa.

## Historie
Rodolphe Julian založil akademii v roce 1868 coby nezávislou alternativu oficiální akademické průpravě výtvarníků na École des Beaux-Arts.
V roce 1880 přivítala Julianova akademie ženy, které se v té době nesměly zapsat ke studiu na státem podporované École des Beaux-Arts.
Za úspěchem akademie již v prvních letech jejího fungování stáli bezesporu také známí a respektovaní umělci, které Rodolphe Julian zaměstnal jako učitele. Patřili k nim především: William-Adolphe Bouguereau (1825–1905), Henri Royer (1869–1938), Jean-Paul Laurens (1838–1921), Gabriel Ferrier (1847–1914), Tony Robert-Fleury (1837–1911), Jules Joseph Lefebvre (1836–1911) a další přední akademičtí umělci té doby. Posléze získali studenti Julianovy akademie i právo soutěžit o Římskou cenu, což bylo stipendium pro nadějné mladé studenty umění, a zúčastnit se Pařížských salonů a významných uměleckých výstav.
Koncem 19. století se na pařížské umělecké scéně objevil termín L'art pompier neboli kýč jako posměšný název tradičního akademizujícího umění, jež učitelé na Julianově akademii obhajovali. Vedení akademie proto přijalo mnohem liberálnější režim stavějící na méně konzervativním, mnohem otevřenějším přístupu k umění, což bylo v souladu se secesním hnutím v Německu a s vídeňskou secesí v Rakousku. Tento trend pak následovali a zřetelně formulovali nabisté, kteří v letech 1888–1889 připravovali cestu modernímu umění.
Časem otevřela akademie pobočky i na jiných místech Paříže. Ateliéry byly v č. 28 na bulváru Saint-Jacques v 6. pařížském obvodu, v č. 5 na Rue de Berri v 8. pařížském obvodu a v č. 31 na Rue du Dragon v 6. obvodu. Ateliér v č. 51 na Rue Vivienne v 2. pařížském obvodu byl určen pro ženy a řídila ho Julianova manželka, malířka Amélie Beaury-Saurelová.
Během 1. světové války se na akademii vyučovalo, i když ji navštěvoval menší počet studentů. Naopak za 2. světové války přinutily úvahy německého vojenského velení okupované Francie o zvrhlém umění, jež následovaly po výstavě Vingt jeunes peintres de tradition française (Dvacet mladých francouzských tradičních malířů) konané v roce 1941 vedení akademie školu zavřít. V roce 1946 byly některé ateliéry prodány.
Za své služby umění byl Rodolphe Julian v roce 1881 vyznamenán Řádem čestné legie.
V roce 1968 byla Julianova akademie sloučena s École supérieure d'arts graphiques Penninghen neboli ESAG Penninghen (Penninghenovou vysokou školou grafických umění).
Roku 1989 proběhla v Shepherdově galerii na Manhattanu výstava věnovaná existenci Julianovy akademie v letech 1868–1939.

## Slavní čeští studenti Julianovy akademie
- Ludvík Kuba
- František Kupka
- Luděk Marold
- Alfons Mucha
- Charles Cerny (Karel Černý, 1892–1965)

## Galerie

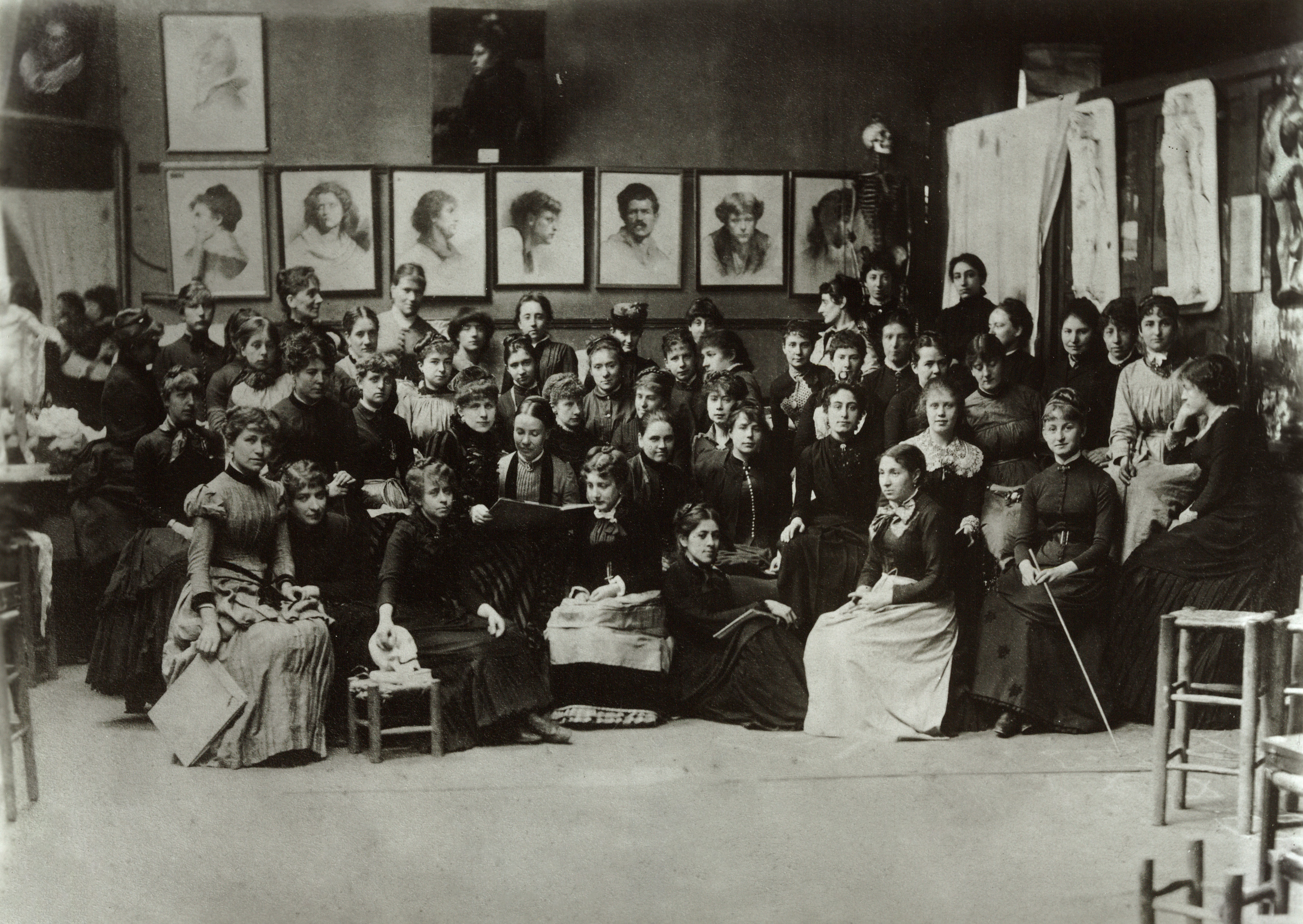
Skupina studentek Julianovy akademie
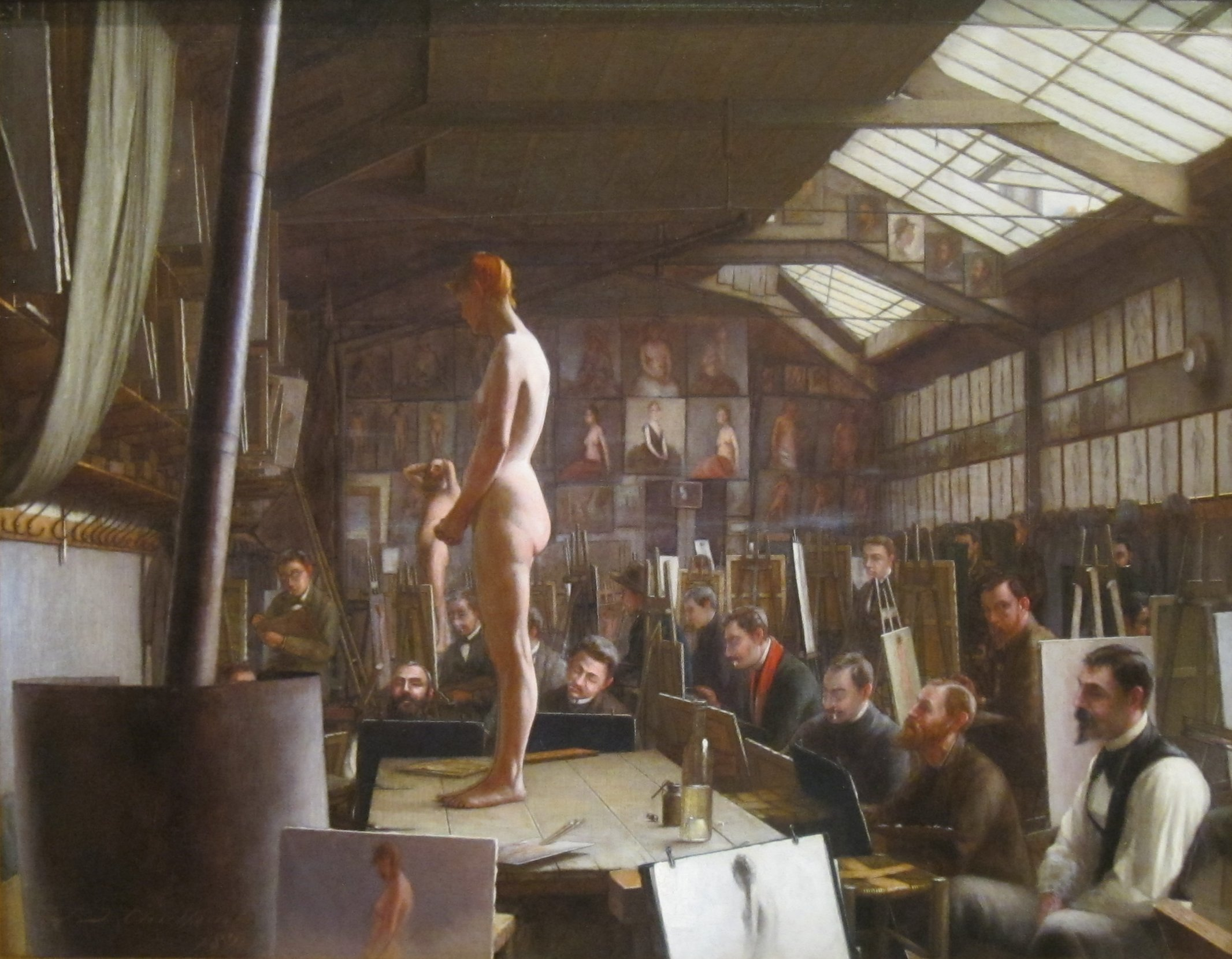
'Bouguereauův atelier na Julianově akademii
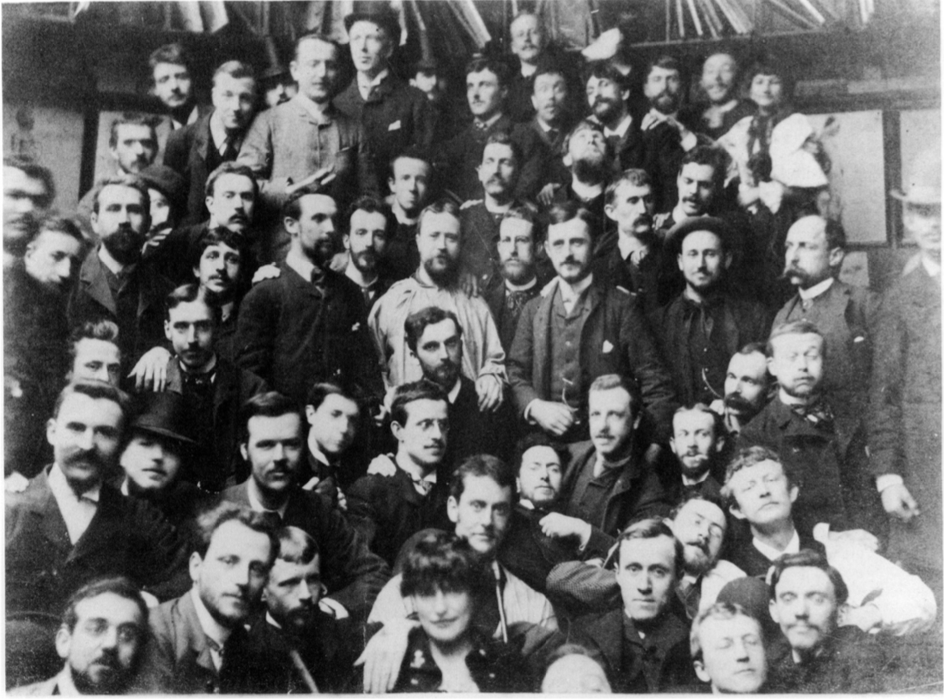
Skupinový portrét z roku 1886
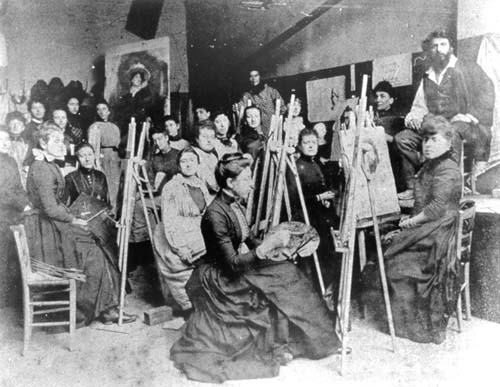
Dámský skupinový portrét
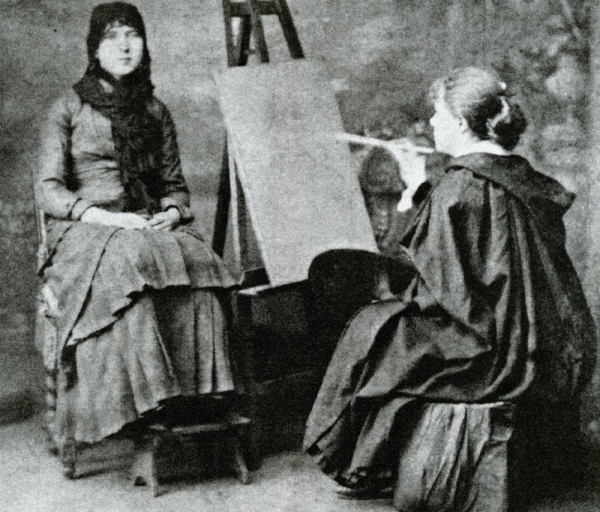
Marija Baškircevová: Julianova akademie